# Меркишес-Фиртель
Ме́ркишес Фи́ртель (нем. Märkisches Viertel, произношениео файле) — десятый район в составе административного округа Райникендорф в Берлине, до 1999 года находившийся в составе соседнего Виттенау. На востоке и юге граничит с округом Панков.

## Этимология
Märkisches Viertel обозначает в дословном переводе «Квартал, относящийся к Бранденбургской марке»

## История
Основан на месте дачного поселка, стихийно застроенного начиная с 1952 года и заселенного примерно 12 тысячами берлинцев, вынужденными обходиться без электричества, водопровода и канализации. В рамках решения жилищной проблемы, остро стоявшей во все ещё неоправившемся от последствий войны Берлине было принято решение о его сносе и строительстве современного городского микрорайона на 40 тысяч жителей. К проекту, в общей сложности, было привлечено более 35 немецких и иностранных архитекторов (таких, к примеру, как Освальд Матиас Унгерс). Всего в 1963—1974 годах методом панельного домостроения было построено порядка 17 тыс. квартир.
Поскольку развитие инфраструктуры заметно отставало от темпов возведения жилья, не была решена транспортная проблема (усугубленная, отчасти, организованным в Западном Берлине бойкотом находящейся в ведении ГДР городской электрички), а также возникли вопросы социальной адаптации новых жильцов, потерявших при переезде свое привычное окружение, долгие годы Меркишес Фиртель не мог избавиться от своего негативного имиджа безликого, бесперспективного и криминализированного района, что нашло свое отражение, в частности, в посвященном ему треке Sido Mein Block (с нем. — «Мой квартал»). Лишь постепенно усилиями городских властей и частных застройщиков ситуацию удалось изменить к лучшему. Этому способствовало строительство 12 школ, 9 детских садов, различных заведений для досуга и отдыха, состоявшееся в 1994 году продление до границы района линии метрополитена, а также проведенная в 2008—2015 годах реновация жилищного фонда, призванная в первую очередь повысить его энергосбережение, и потребовавшая вложения почти 600 млн евро.

## Транспорт
Расположенный у западной границы района вокзал Виттенау, через который курсируют городские электрички S1 и S26 и который одновременно является конечной станцией метро U8, связывает Меркишес Фиртель с центром города. Так как планы по продлению линии метрополитена вглубь района, существующие уже многие десятилетия, по-прежнему откладываются по причине отсутствия в бюджете города необходимых средств по их финансированию, основным общественным транспортом остается автобус (линии X21, X33, M21, N8, N24, N53, 122, 124, 221 и 222).

## Достопримечательности
Несмотря на то, что в общем и целом Меркишес Фиртель остается типичным спальным районом немецкой столицы, особенного упоминания заслуживают являющиеся культурными памятниками:
- построенная в 1970—1973 годах[11] католическая церковь св. Мартина[нем.],
- освященная в 1971 году[12] евангелическая церковь апостола Иоанна[нем.].

Кроме того в Меркишес Фиртель располагаются: один из городских бассейнов, батутный центр, различные юношеские спортивные клубы, а также крупнейший на севере Берлина торговый центр, известный своими растущими под стеклянной крышей пальмами, одной из которых уже более 200 лет.

## Галерея
- Вид на Меркишес Фиртель с юга
- Пруд Зегелухбекен
- Меркишес Фиртель в 1970 году
- Жилые дома после реновации
- Церковь св. Мартина
- Культурный центр Фонтане-хаус
- Зона отдыха в торговом центре